# Елісса Слоткін
Елісса Блер Слоткін (англ. Elissa Blair Slotkin; нар. 10 липня 1976, Нью-Йорк, Нью-Йорк, США) — американський політикиня, з 2025 року — сенаторка США від Мічигану. У 2019—2025 роках — працювала в Палаті представників США від 7-го округу Мічигану Членка Демократичної партії, працювала аналітиком Центрального розвідувального управління і на Міністерство оборони.
2024 року обрана до Сенату, перемігши кандидата від республіканців Майка Роджерса у жорсткій боротьбі. Стала другою сенаторкою від Мічигану після Деббі Стабенау. Очікується, що обійме посаду Гері Пітерса, який 2027 року піде у відставку.

## Ранні роки
Народилася 10 липня 1976 року в Нью-Йорку в родині Курт та Джудіт (до шлюбу Шпіц) Слоткіних. Єврейка. Дитиною жила на фермі в Голлі, штат Мічиган. Навчалася в школі у Блумфілд-Гіллз. Сімейна ферма була частиною Hygrade Meat Company, заснованої її прадідом Самуелем Слоткіним, який 1900 року емігрував з Мінська. Hygrade була початковою компанією, що стояла за Ball Park Franks, яка зараз належить Tyson Foods.
1998 року здобула ступінь бакалавра мистецтв з соціології в Корнельському університеті і 2003 року — ступінь магістра міжнародних відносин у Школі міжнародних і громадських відносин Колумбійського університету.

## Початок кар'єри

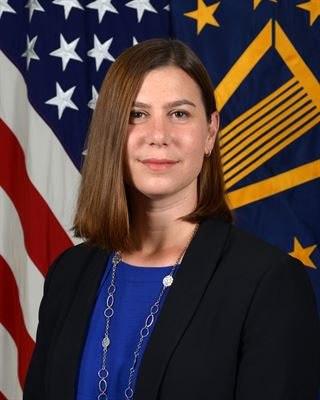
На посаді помічника міністра оборони з питань міжнародної безпеки

Найнята Центральним розвідувальним управлінням після закінчення аспірантури. Вільно володіючи арабською та суахілі, тричі їздила в Ірак як аналітик ЦРУ. За Джорджа Буша-молодшого працювала над портфелем щодо Іраку в Раді національної безпеки. Під час президентства Барака Обами працювала в Державному департаменті та Міністерстві оборони. Виконувала обов'язки помічника міністра оборони з питань міжнародної безпеки з 2015 по 2017 рік.
У січні 2017 року залишила Міністерство оборони та повернулася на сімейну ферму в Голлі, де володіла та керувала Pinpoint Consulting.

## Палата представників США

### Вибори

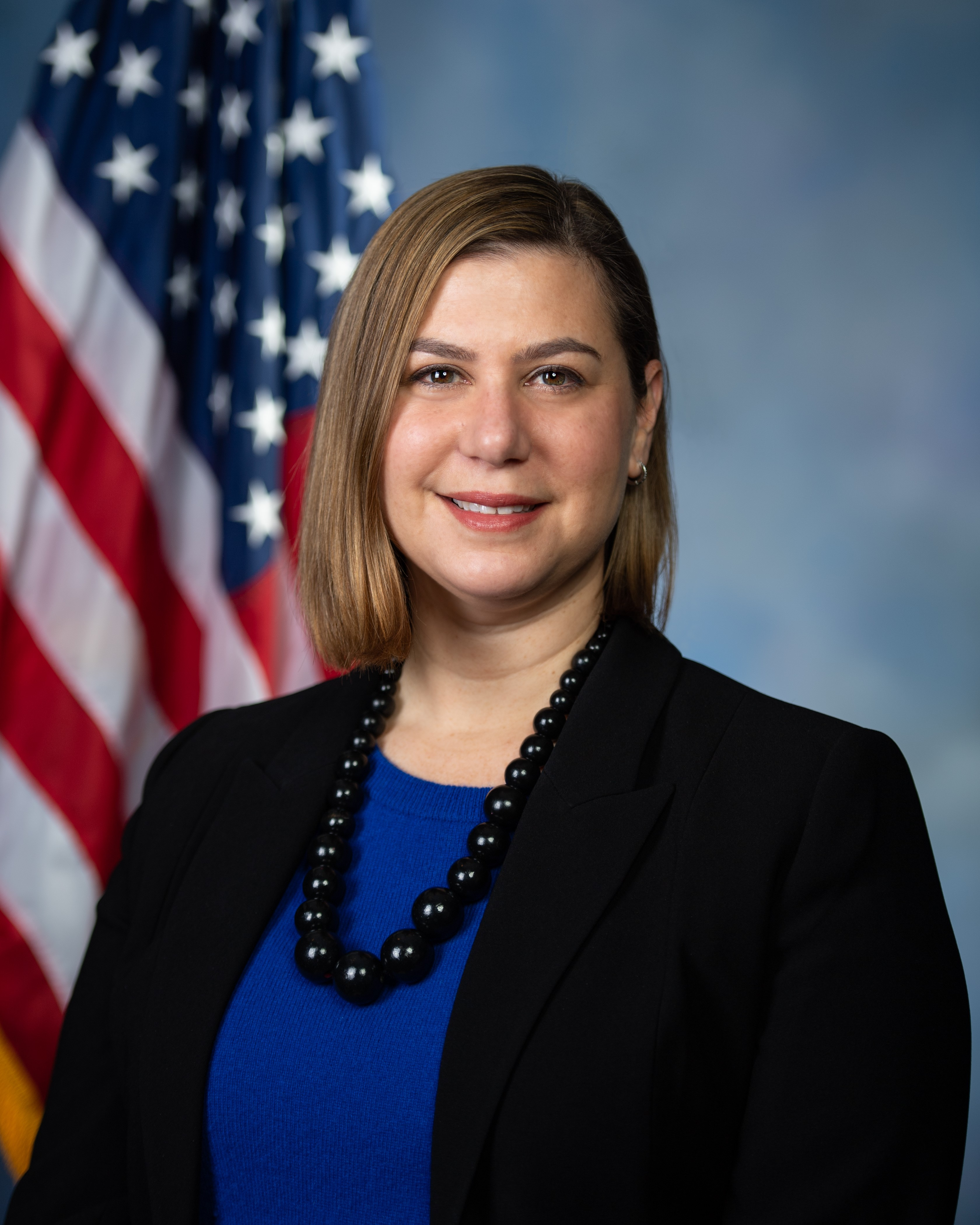
Офіційний портрет Слоткін для 116-го Конгресу США

У липні 2017 року оголосила про участь у виборах до 8-го виборчого округу Мічигану. ЇЇ вмотивувало кинути виклик Майку Бішопу, який посміхався на святкуванні в Білому домі після того, як він і республіканці Палати представників проголосували за скасування Закону про доступне лікування. 7 серпня перемогла професора кримінального правосуддя Університету штату Мічиган Крістофера Сміта на праймеріз від Демократичної партії, набравши 70,7 % голосів.
У листопаді 2018 року перемогла Бішопа, набравши 50,6 % голосів. З 2001 року стала першою демократкою, яка представляє 8-й округ штату Мічиган.

#### 2020 рік
З 50,9 % голосів переобрана, перемігши республіканця Пола Юнге.
2019 року кілька разів обговорювала своє рішення проголосувати за імпічмент президента Дональда Трампа. Зустрічі зібрали сотні протестувальників й отримали висвітлення в національних ЗМІ.
Адаптувалася до проведення кампанії під час пандемії COVID-19, проводячи агітаційні заходи віртуально або дотримуючись соціальної дистанції, провадячи агітацію безконтактно біля дверей і розміщуючи рекламу на бензоколонках.

#### 2022 рік
Через зміну кордонів округ Слоткін став 7-м.
Перемогла кандидата від Республіканської партії Тома Баррета, набравши 51,5 % голосів проти 46,5 % голосів Баррета. Загальні вибори стали найдорожчими перегонами в Палату представників 2022 року: Слоткін зібрала 9,8 мільйона доларів.
Розкритикувала позицію Барретта щодо абортів, зокрема, його заяви, що він «на 100 % виступає за життя без винятку».Також критикувала його численні голоси проти введення пільг для нового заводу General Motors з виробництва акумуляторів для електромобілів в містечку Дельта.
Її підтримала конгресвумен-республіканка Ліз Чейні.
Під час кампанії підписав семимісячний договір оренди кондомініуму в Лансінгу, штат Мічиган. Власник кондомініуму був донором її кампанії, але заявляли, що орендна плата була за справедливою ринковою ціною. Після виборів і перед розлученням у лютому 2023 року повернулася на свою сімейну ферму в Голлі.
Свою перемогу пояснила тим, що «краще програти» в районах округу, де переважають республіканці. Її перемога суперечила тенденціям в інших штатах, при якій демократи ледь не втратили контроль над Палатою представників на 118-му Конгресі.

### Доручення комітету
- Комітет з питань збройних сил[37]
  - Підкомітет з питань розвідки, нових загроз і можливостей[37]
  - Підкомітет з питань готовності (заступниця голови)[37]
- Комітет внутрішньої безпеки[37]
  - Підкомітет з питань боротьби з тероризмом та розвідки (голова)[37]
  - Підкомітет з кібербезпеки та захисту інфраструктури[37]
- Комітет у справах ветеранів[37]
  - Підкомітет з питань допомоги інвалідам та меморіальних справ[37]

## Сенат США

### Вибори

#### 2024 рік
27 лютого 2023 року оголосила про участь у виборах до Сенату 2024 року у штаті Мічиган на місце Деббі Стейбенау. 6 серпня 2024 року виграла праймеріз від Демократичної партії, набравши 76 % голосів, і з незначною кількістю перемогла кандидата від Республіканської партії Майка Роджерса на загальних виборах.

### На посаді
2025 року одна з 12 демократів у Сенаті, які разом з усіма республіканцями проголосували за закон Лейкена Райлі.

### Участь в комітетах
Джерело:
- Комітет сільського господарства, харчування та лісового господарства
  - Підкомітет з товарів, деривативів, управління ризиками та торгівлі
  - Підкомітет з тваринництва, молочних продуктів, птахівництва та харчової безпеки (рейтинговий член)
- Комітет з питань збройних сил
  - Підкомітет з питань повітряних суден
  - Підкомітет з кібербезпеки
  - Підкомітет з нових загроз і можливостей (рейтинговий член)
- Комітет з внутрішньої безпеки та урядових справ
  - Постійний підкомітет з розслідувань
  - Підкомітет з управління кордонами, федеральної робочої сили та питань регулювання
  - Підкомітет з боротьби зі стихійними лихами округу Колумбія та перепису населення
- Комітет у справах ветеранів

## Політичні позиції
Її описують як помірковану демократку. Вважалася однією з найбільш двопартійних членів Палати представників.

### Аборти
2024 року заявила, що підтримує федеральне законодавство про кодифікацію прав на аборт, встановлене у справі Роу проти Вейда. Її підтримали організації, що виступають за вибір: Reproductive Freedom for All і Planned Parenthood Action Fund під час її перегонів 2024 року до Сенату США.

### Політика фінансування кампанії
2022 року стала співавтором Закону про заборону корпоративних комітетів політичної активності, який у разі прийняття не дозволить корпораціям створювати комітети політичної активності.

### Кримінальне судочинство
Після вбивства Джорджа Флойда в Міннеаполісі 25 травня 2020 року стала співавтором і проголосувала за Закон Джорджа Флойда 2020 року про правосуддя в поліційній діяльності. 2021 року знову проголосувала за законопроєкт. Стала єдиною демократкою у Мічигані, яка проголосувала за законопроєкт про скасування модернізації кримінального кодексу округу Колумбія.
Виступає проти скасування смертної кари, сказавши, що її слід використовувати в рідкісних випадках.

### Економічна політика
Під час пандемії COVID-19 у США підтримала двопартійний пакет допомоги, прийнятий у березні 2020 року. У травні 2020 року проголосувала за пакет заохочення розміром у 3 трильйони доларів. У листопаді 2021 року підтримала програму з підтримки людей похилого віку та людей з інвалідністю.
У серпні 2022 року проголосувала за Закон про зниження інфляції.

### Прапори
2023 року одна з двох демократів Палати представників, які проголосували за підтриману республіканцями поправку, яка забороняла на об'єктах Міністерства оборони демонструвати неофіційні прапори, зокрема прайд прапору. Зіткнувшись з критикою через голосування, пояснила, що воно мало на меті запобігти розвішуванню «ненависних прапорів [...] особливо прапора Конфедерації», додавши, що «радше підтримає політику заборони прапорів, ніж дозволить ненависні зображення над військовими базами США".

### Зовнішня політика
Описує себе сіоністкою. Засудила конгресвумен Рашиду Телібу за суперечливі заяви про палестинців. Висловила підтримку діям ізраїльського уряду на тлі міжнародних звинувачень у геноциді в Газі. Підписала лист, в якому критикувала позов Південної Африки про геноцид проти Ізраїлю, назвавши його «вкрай необґрунтованим».
Одна з п'яти членів Палати представників Демократичної партії, які проголосували проти поправки про заборону підтримки й участі у військових операціях коаліції на чолі з Саудівською Аравією проти хуситів у Ємені. Була головним спонсором Резолюції про військові повноваження в Ірані 2020 року, яка мала на меті обмежити можливість президента Дональда Трампа зобов'язати США вести війну з Іраном без оголошення війни Конгресом. Голосувала проти H.Con.Res. 21, який наказав президенту Джо Байдену вивести війська США з Сирії протягом 180 днів.

### Політика щодо зброї
2022 року проголосував за заборону штурмової зброї 2022 року. Представила Закон про безпечну зброю, безпеку дітей, який вимагатиме надійного зберігання вогнепальної зброї в присутності дітей. Законопроєкт внесла після стрілянини в Оксфордській середній школі 2021 року та прийнятий Палатою як частину Закону про захист дітей.
Після стрілянини в Університеті штату Мічиган 2023 року в її окрузі разом з сенатором Едом Маркі представили Закон про дослідження запобігання насильству з використанням зброї. Законопроєкт передбачатиме надання 50 мільйонів доларів щороку протягом наступних п'яти років на дослідження щодо безпеки вогнепальної зброї та запобігання насильству з вогнепальною зброєю Центрами з контролю та профілактики захворювань.

### Охорона здоров'я
Підтримує Закон про доступні ліки. Під час своєї кампанії 2020 року сказала, що захист медичних послуг для людей із наявними захворюваннями є найважливішим питанням у її окрузі. Вона підтримує дозвіл Медікер вести переговори з фармацевтичними компаніями про зниження цін на ліки, кого страхує.
Слоткін виступає проти програми Медікер для всіх, але підтримує співпрацю з Медікер.

### Імпічмент
У вересні 2019 року разом з шістьма іншими демократами Палати представників написали статтю у «Вашингтон пост» із закликом розпочати розслідування щодо імпічменту президента Трампа. Публікація призвела до широкої підтримки Демократичної партії розслідування щодо імпічменту. Голосувала за імпічмент Трампа під час першої та другої кампанії.

### Права ЛГБТ
Під час 116-го та 117-го Конгресів мала 100 % рейтинг від Кампанії за права людини, який вимірює «підтримку рівності» серед членів Конгресу на основі їх результатів голосування. Кампанія підтримувала в Палаті.

### Студентський борг
2020 року за Трампа проголосувала проти поправки, яку підтримали 93 % членів фракції Демократичної партії, яка передбачала списання боргу у розмірі 10 000 доларів США для позичальників студентських кредитів. Підштовхнула Міністерство освіти допомогти федеральним службовцям із виплатою студентських позик під час часткового припинення роботи уряду. Двічі голосувала проти очолюваного республіканцями заходу, який би скасував ініціативу адміністрації Байдена про списання студентських кредитів.2023 року Верховний суд США відхилив цю ініціативу.

### Політика ідентичності
Після президентських виборів 2024 року сказала, що політика ідентичності «має йти шляхом додо», додавши, що «на людей потрібно дивитися як на незалежних американців, до якої б групи чи партії вони не належали».

## Особисте життя
2011 року вийшла заміж за Дейва Мура, полковника у відставці та пілота гелікоптера Apache. Виховувала двох пасербиць чоловіка. Вони познайомилися в Багдаді під час третьої поїздки Слоткіна в Ірак і жили в Голлі. 2023 року вони подали на розлучення.